# Vittorio Ferracini
Vittorio Ferracini, né le 8 novembre 1951, à Pordenone, en Italie, est un ancien joueur italien de basket-ball. Il évolue durant sa carrière aux postes d'ailier fort et de pivot.

## Palmarès
- 3e du championnat d'Europe 1975
- Coupe des coupes 1976
- Champion d'Italie 1982